# HE 0437-5439
HE 0437-5439 è una stella iperveloce (HVS) massiccia e non legata, chiamata anche HVS 3. È una stella di tipo B di sequenza principale situata nella costellazione del Dorado. Fu scoperta nel 2005 con il telescopio Kueyen di 8,2 metri (320 in) di diametro, che fa parte del Very Large Telescope dell'Osservatorio europeo australe.

## Osservazione
La stella, con magnitudine 16,42, non è visibile ad occhio nudo e molto difficile da osservare anche con un telescopio. Appare visivamente prossima ad α Doradus, sulla congiungente con ι Pictoris, a circa un quarto della distanza tra le due.
La sua posizione è fortemente australe e ciò comporta che sia osservabile prevalentemente dall'emisfero sud, dove si presenta circumpolare anche da gran parte delle regioni temperate; dall'emisfero nord la sua visibilità è invece limitata alle regioni temperate meridionali e alla fascia tropicale.
Il periodo migliore per la sua osservazione nel cielo serale ricade nei mesi compresi fra fine ottobre e aprile; nell'emisfero sud è visibile anche per un periodo maggiore, grazie alla declinazione australe della stella, mentre nell'emisfero nord può essere osservata in particolare durante i mesi dell'inverno boreale.

## Caratteristiche
HE 0437-5439 è una giovane stella, con un'età di circa 30 milioni di anni. La sua massa è quasi nove volte superiore alla massa del Sole e si trova a 200000 anni luce di distanza nella direzione della costellazione del Dorado, 16° a nord-ovest della Grande Nube di Magellano (LMC) e più lontano rispetto a LMC. La stella sembra retrocedere alla velocità estremamente elevata di 723 chilometri al secondo (449 mi/s) o 2 600 000 chilometri all'ora (1 600 000 mph). A questa velocità, la stella non è più legata gravitazionalmente né alla Grande Nube di Magellano, né alla Via Lattea e lascerà il sistema galattico procedendo verso lo spazio intergalattico. 
Si è inizialmente ritenuto che avesse avuto origine nella Grande Nube di Magellano e ne fosse stata espulsa subito dopo la nascita. Questo avrebbe potuto accadere se originariamente fosse appartenuta ad un sistema binario e se nella LMC fosse stato presente un buco nero supermassiccio.

## Origine e meccanismo di espulsione dalla Via Lattea
Nel 2008, un team di astronomi ha trovato una corrispondenza tra la composizione chimica della stella e le caratteristiche delle stelle nella Grande Nube di Magellano. Ciò rafforzò l'ipotesi che la stella avesse avuto origine nella Grande Nube di Magellano perché si trovava a soli 65000 anni luce di distanza da essa. 
Nel 2010 è stato pubblicato uno studio in cui è stato stimato il suo corretto movimento utilizzando le immagini del telescopio spaziale Hubble del 2006 e del 2009. Ciò ha escluso la possibilità che la stella provenisse dalla Grande Nube di Magellano, ma è risultato coerente con l'ipotesi che sia stata espulsa dal centro della Via Lattea. Data la sua velocità, ciò sarebbe accaduto almeno 100 milioni di anni fa. La sua massa e il suo colore blu indicano, tuttavia, un tipo di stella che non potrebbe brillare per più di 20 milioni di anni. Da ciò si è dedotto che si tratta di una stella vagabonda blu, nata dalla fusione di un sistema binario di stelle, in precedenza espulso dal centro della Via Lattea. Affinché ciò possa essere accaduto, il sistema doveva essere inizialmente costituito da tre stelle che avrebbero incontrato il buco nero presente al centro galattico, oppure, alternativamente, le due stelle avrebbero incontrato due buchi neri.
Il sistema triplo, costituito da due stelle strettamente legate e una stella più esterna, viaggiando per la Via Lattea si è avvicinato troppo al centro galattico, ove si ritiene dimori un buco nero gigante. Il buco nero avrebbe allontanato o catturato la stella esterna, generando una spinta sulla coppia, immettendola su una traiettoria di fuga dalla galassia. Le due componenti avrebbero dunque continuato nella normale evoluzione stellare, fino a quando una di esse sarebbe diventava una gigante rossa e avrebbe inghiottito l'altra, formando una stella gigante - la stella vagabonda blu che si può osservare attualmente.

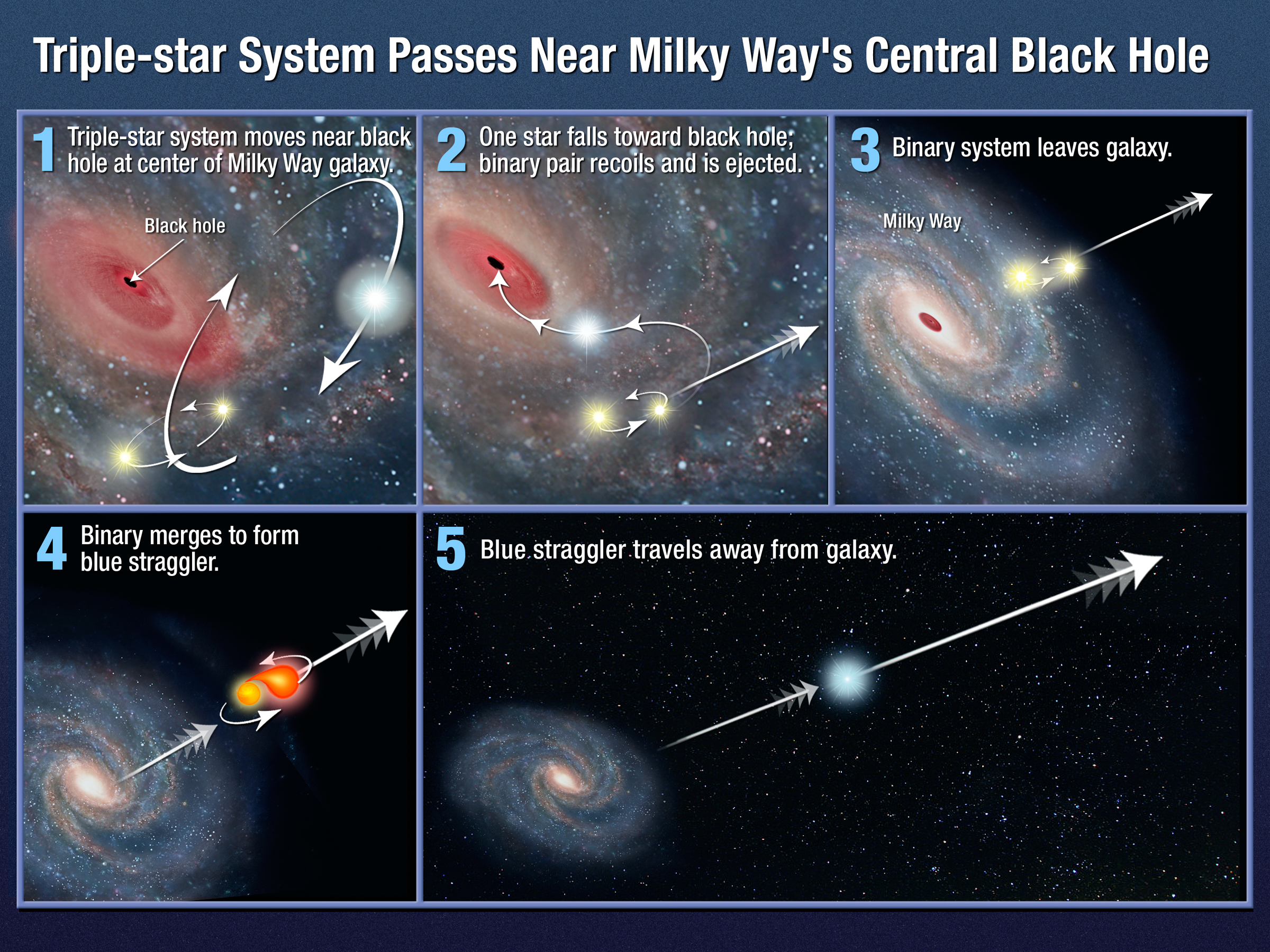
Illustrazione del meccanismo di espulsione della stella
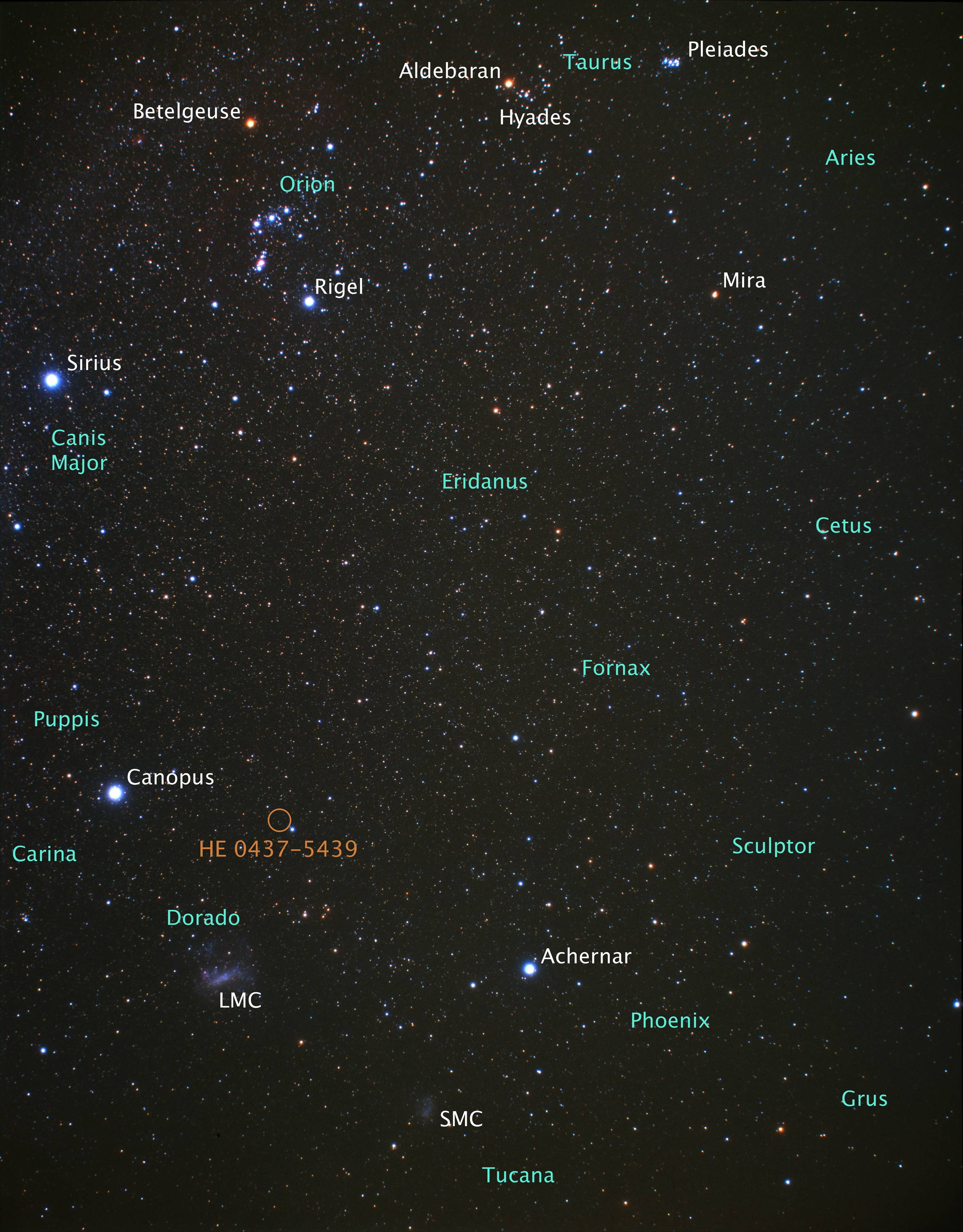
La posizione attuale della stella